# Hooters
Hooters è il nome commerciale di due catene di ristoranti statunitensi, Hooters of America con sede ad Atlanta e Hooters con sede a Clearwater.

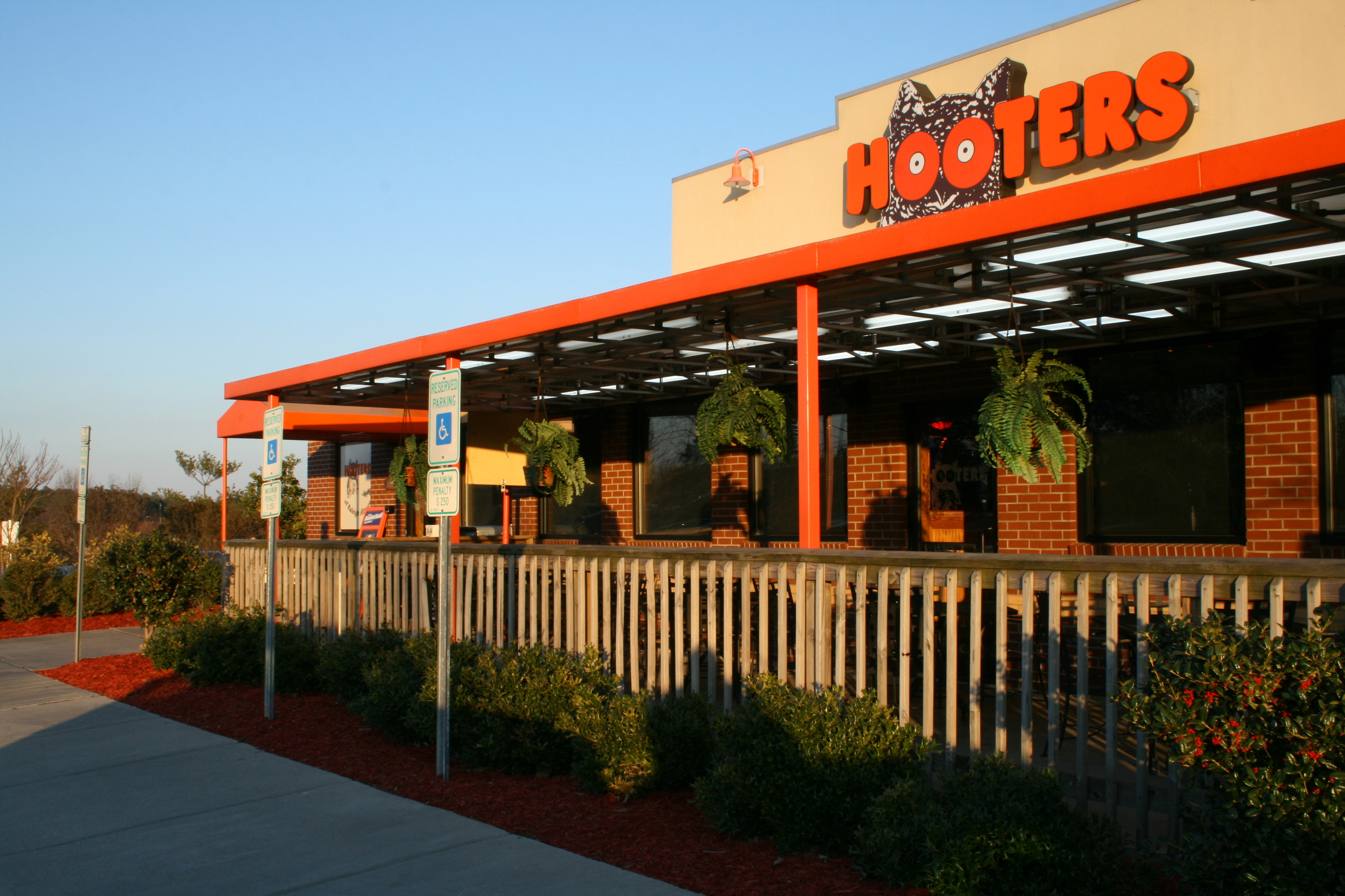
Hooters a Morrisville (Carolina del Nord) nel febbraio 2009

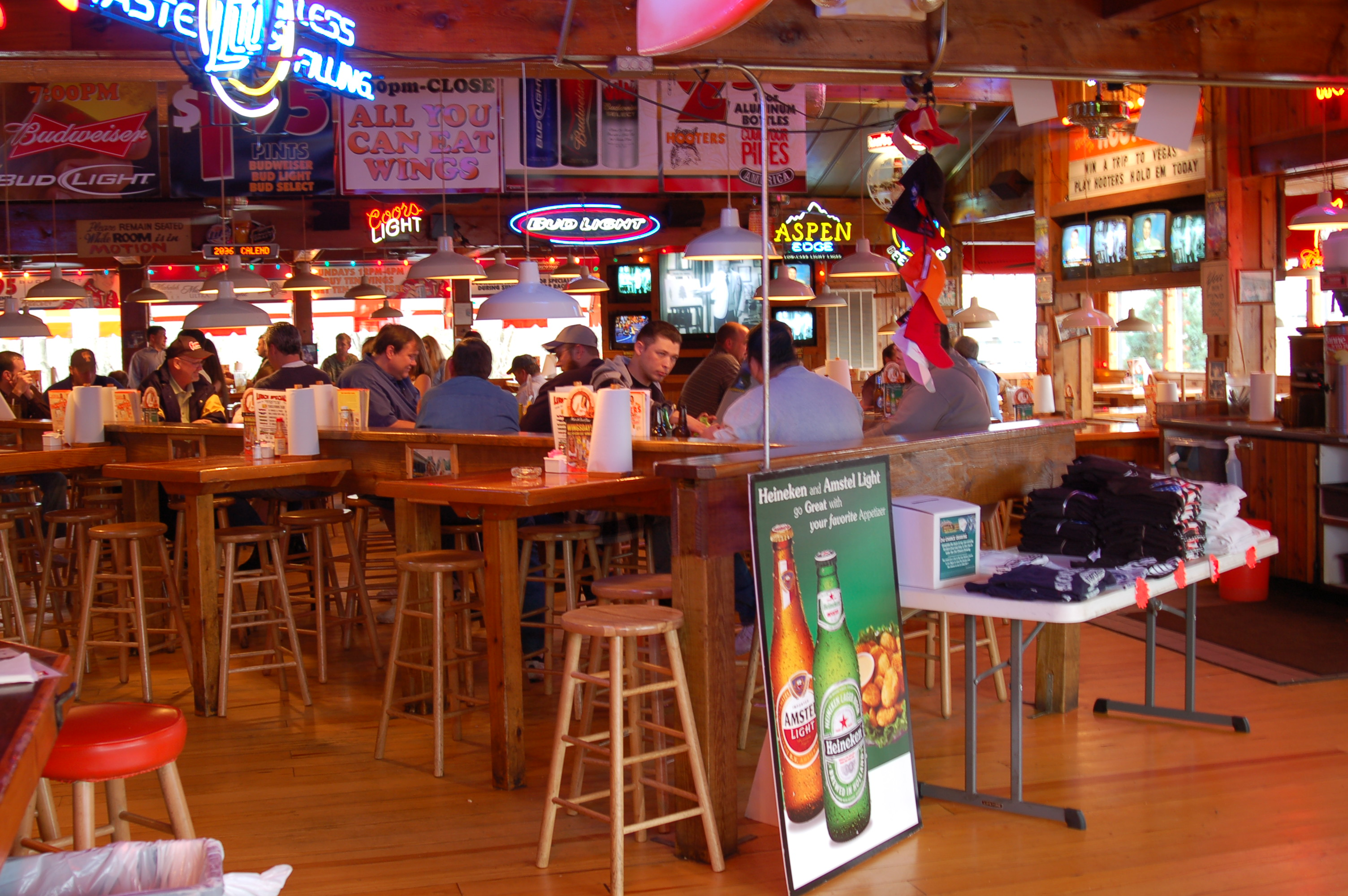
Interno di un ristorante Hooters a Chattanooga nel 2006

## Caratteristiche
In inglese il nome della catena costituisce un doppio senso in quanto rimanda al gufo Hootie del logo (il cui fischio è appunto detto hoot) ma è anche un termine gergale per intendere il seno femminile: le cameriere, chiamate Hooter Girls, sono infatti per lo più giovani e molto attraenti e la loro divisa (costituita da pantaloncini arancioni o neri, canottiera bianca o nera scollata, portafoglio da cameriere alla vita, collant velati color carne o bronzo e calzini - corti o lunghi - e scarpe ginniche, entrambi bianchi) è appositamente studiata per esaltarne le forme. Ogni cameriera è inoltre tenuta per contratto ad accettare la clausola in cui è previsto l'obbligo di indossare tale uniforme e di interagire il più possibile con la clientela.
Il menù è basato sulla cucina statunitense e prevede piatti come hamburger, altri sandwich, bistecche, antipasti di pesce e non e alette di pollo, che costituiscono il piatto tipico della catena. Contrariamente ad altri noti marchi della distribuzione alimentare, Hooters ha anche la licenza per la vendita di alcolici ed è possibile anche acquistare dei ricordini.

## Presenza nel mondo
Tra proprietà diretta e in franchigia, negli Stati Uniti vi sono oltre quattrocentosessanta ristoranti Hooters in quarantaquattro stati; la catena è inoltre presente anche in altre nazioni quali Aruba, Australia, Austria, Brasile, Canada, Cina, Colombia, Costa Rica, Repubblica Ceca, Repubblica Dominicana, Ecuador, Germania, Guatemala, Giappone, Lituania, Messico, Panama, Filippine, Sudafrica, Corea del Sud, Svizzera, Thailandia, Tenerife e Singapore.